# Anita Schauwvlieghe
Anita Schauwvlieghe (15 januari 1958, Ekeren - 4 januari 2014, Borgerhout) was een inktster en inkleurster met lange staat van dienst bij Studio Vandersteen en later Standaard Uitgeverij. Op haar achttiende werd ze medewerkster bij Studio Vandersteen, waar ze uitgroeide tot een vaste waarde. Ze verzorgde de inkting, inkleuring en belettering van verschillende Vandersteen-reeksen, waaronder Suske en Wiske, De Rode Ridder, Bessy en Jerom. Na de overname van de Studio door Standaard Uitgeverij werkte ze ook mee aan Kiekeboe. Anita Schauwvlieghe overleed in 2014 aan de gevolgen van kanker.
- International Standard Name Identifier: 0000 0003 9159 8652
- Nederlandse Thesaurus van Auteursnamen: 073311197
- Virtual International Authority File: 285484460
- WorldCat: E39PBJxCyYgXVWT7h3JqbVkMT3